# Sénèque mourant
Le Vieux Pêcheur, dit aussi Sénèque mourant, est une statue romaine en marbre noir et albâtre, copie romaine du IIe siècle ap. J.-C., d'après un original hellénistique, sur un support moderne en forme de bassin, en brèche violette. La hauteur de l'ensemble est de 1,83 m.

## Histoire
Provenant de Rome, la statue est mentionnée en 1599 dans la collection Altemps (1533-1595), puis elle fut acquise par le cardinal Scipion Borghèse (1576-1623). Elle resta dans la collection Borghèse jusqu'en 1807, lorsqu'elle fut achetée au prince Camille Borghèse par Napoléon Ier et déposée au musée du Louvre, désormais salle du Manège (Denon, rez-de-chaussée), sous le numéro d'inventaire MR 314 (usuel : Ma 1354).

## Description
La statue a été identifiée à Sénèque, précepteur de l'empereur Néron et contraint au suicide, mais elle est plus probablement l'image d'un pêcheur, un type de statuaire de l'époque hellénistique. 
L'oeuvre, très restaurée, a été placée sur la surface rouge sang d'une vasque en brèche violette. Elle connut une grande renommée : Rubens en fit le sujet de plusieurs versions à peu près semblables de La Mort de Sénèque, à Madrid (musée du Prado), et à Munich (Alte Pinakothek). Le Louvre possède un tableau de Luca Giordano (1684) sur le même thème, mais dans une composition différente, où Sénèque est montré de profil.

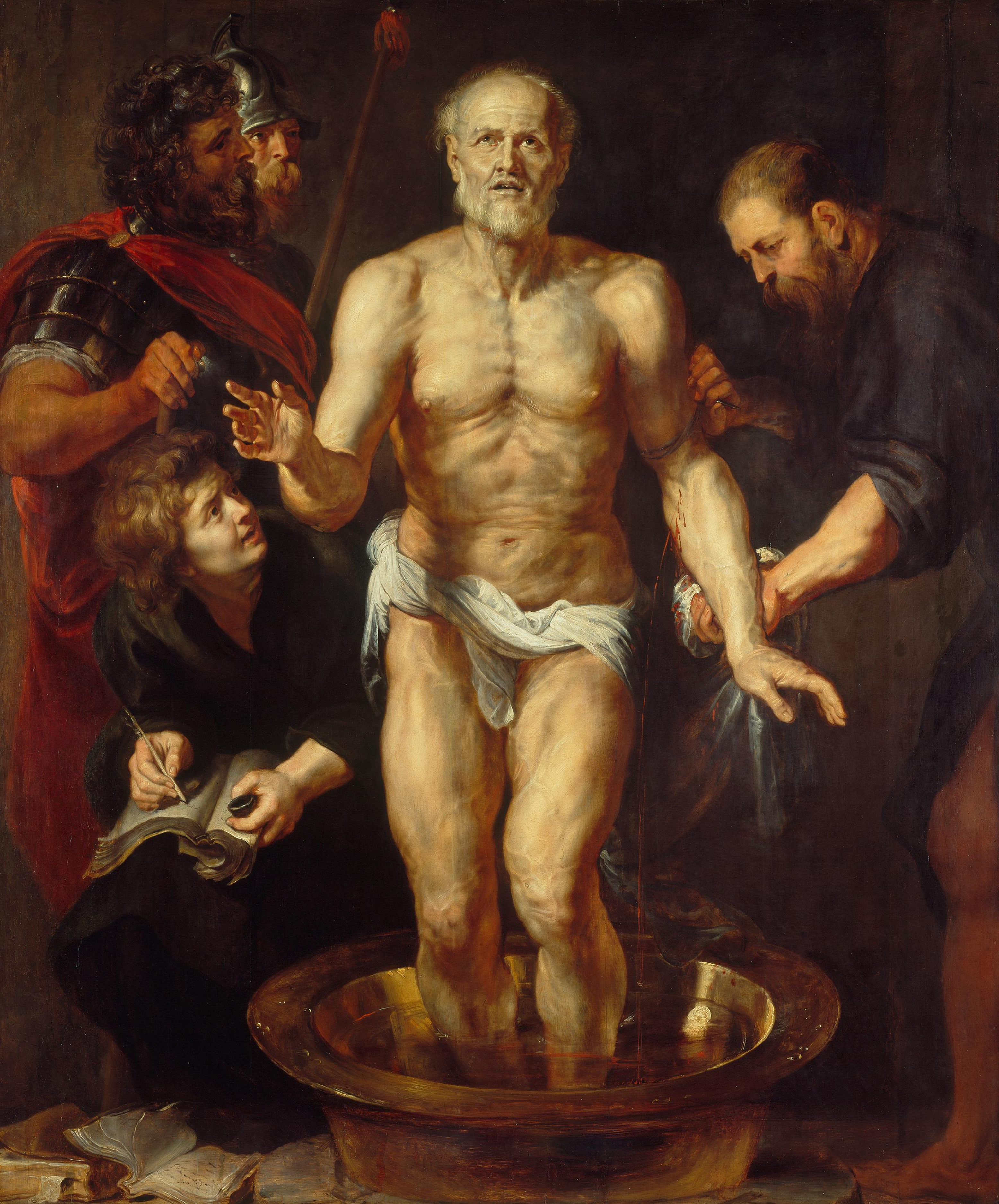
Pierre Paul Rubens, La Mort de Sénèque, 1612, Alte Pinakothek, Munich.
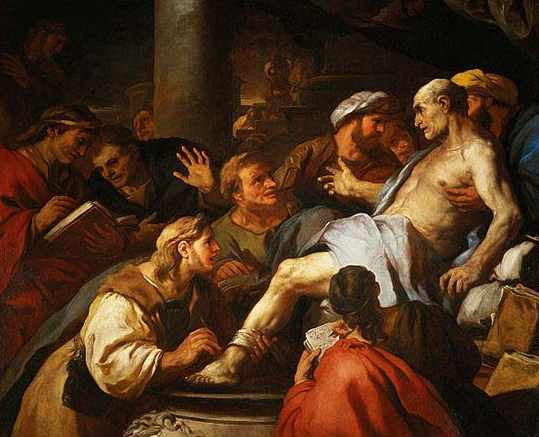
Luca Giordano, La Mort de Sénèque, 1684, musée du Louvre, MI 871, Denon, salle 717[3].
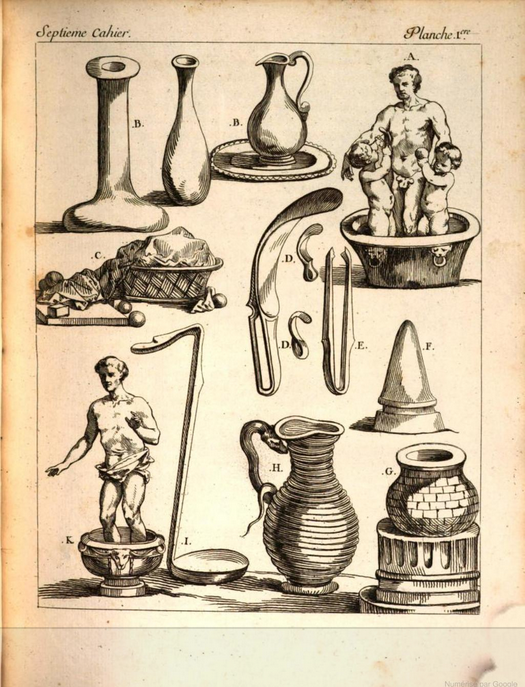
Michel-François Dandré-Bardon, Costume des anciens peuples (1772), utilise la statue pour illustrer les manières de se laver dans l’Antiquité.

## Copies romaines du même type
| Objet | Description | Origine et datation                                                |
| ----- | --- | ------------------------------------------------------------------ |
| 49364 | Torse d'un vieux pêcheur Vieux pêcheur transportant un panier de poissons, torse d'une statue de marbre. Copie d'un original hellénistique alexandrin de -220/-200. Musée archéologique de Syracuse. | Achradina, Sicile. Copie romaine trouvée près d'une maison privée. |
|       | Torse d'un vieux pêcheur Torse d'une statue de marbre. Altes Museum, Berlin. | Copie romaine.                                                     |

## Sources
1. 1 2  « Musée du Louvre base Atlas », sur louvre.fr.
2. ↑  Rubens, La Mort de Sénèque (version de Munich), Utpictura, Université Montpellier-3.
3. ↑  Wikimedia Commons

- : notice du Musée du Louvre